# Alsters kyrkby
Alsters kyrkby är kyrkbyn i Alsters socken i Karlstads kommun i Värmland. Byn är belägen fem kilometer norr om Karlstad strax nordost om Vallargärdet. och öster om den älv som förbinder sjöarna Alstern och Gapern. 
I byn ligger Alsters kyrka. Tidigare fanns i kyrkbyn en medeltida träkyrka. Byns bebyggelse ligger utmed den väg som går österut från norra Vallargärdet.